# FC Heilbronn
Az FC Heilbronn német labdarúgócsapat, 2003-ban alapították Heilbronnban a VfR Heilbronn és a Heilbronner SpVgg egyesülésével. 2012-ben a klub egyesült az Union Böckingen labdarúgó-szakosztályával, megalakítva az FC Union Heilbronnt.